# 史蒂芬·威爾海特
史蒂芬·厄爾·威爾海特（1948年3月3日—2022年3月14日）是一名美國計算機科學家，曾在CompuServe工作，是1987年創建GIF圖像文件格式的團隊中的工程負責人。GIF後來成為網際網路上8位彩色圖像的業界標準，直到1996年PNG成為廣泛支持的替代品。該格式後來成為優利系統對其使用的LZW壓縮算法提出的專利主張的主題。威爾海特被稱為GIF的發明者或創造者，在2013年獲得威比終身成就獎。

## 生平
威爾海特於1948年3月3日出生在俄亥俄州巴特勒縣西切斯特鎮，是護士安娜·盧·多爾西（Anna Lou Dorsey）和工廠工人克拉倫斯·厄爾·威爾海特（Clarence Earl Wilhite）的兒子。威爾海特在CompuServe的團隊於1987年開發了GIF（圖形交換格式），並在1991年被最早的網路瀏覽器採用，幫助它在幾年後的1995年成為最流行的圖像文件格式。20年後的2016年，這種格式在網站設計、社交媒體貼文、工作流程文件和操作指南中仍有主流使用。
威爾海特在1990年至2000年間為CompuServe/AOL的僱員，從事各種CompuServe系統的工作。其中包括CompuServe的有線協議，如用於CompuServe信息管理器（CIM）的主機微型接口（HMI）和CompuServe B協議、1990年代初的新服務功能、1990年代末的網絡聊天軟件，以及調查網絡社區模型，直到他2001年因中風而離開。
威爾海特的名字經常出現在關於GIF縮寫的讀音的辯論中。「《牛津英語詞典》接受兩種發音，」威爾海特說。「他們是錯誤的。它是一個軟的『G』，讀作『jif』。故事結束了。」這個有意的讀音故意與美國花生醬品牌Jif相呼應。
2022年3月14日，威爾海特因COVID-19的併發症在俄亥俄州辛辛那提的一家醫院逝世，享年74歲